# 桥头镇 (礼县)
桥头镇，原为桥头乡，是中华人民共和国甘肃省陇南市礼县下辖的一个乡镇级行政单位。2018年3月撤乡设镇。区划代码改为621226121。

## 行政区划
桥头镇下辖以下地区：
高社村、蒋寺村、毛湾村、南峪村、丰元村、雀坪村、曹坪村、玉林村、麻元村、吴家村、冯家村、菜花村、花桥村、桥头村、郑坝村、张铁村和杨坝村。